# Colecție trei albume
Colecție trei albume este primul box set lansat de cântăreața Angela Similea. Acesta include primele trei albume de studio lansate de muziciană până atunci, Un albastru infinit (1978), Nufărul alb (1983) și Trăiesc (1985). Colecția a fost lansată prin casa de discuri Electrecord pe vinil, dar nu a fost niciodată reeditată pentru casetă. Colecția poartă numele Angela Similea, fără niciun alt titlu trecut pe copertă. Albumul este disponibil și cu o copertă alternativă, deși lista pieselor nu este schimbată pentru a doua lansare. De asemenea, piesa "Adu-mi clipa de lumină" care fusese inclusă pe varianta casetă a albumului Nufărul alb nu este inclusă pe această editare a albumului.

## Lista pieselor

### Un albastru infinit
| #  | Titlu                                | Versuri           | Muzica               | Durată |
| -- | ------------------------------------ | ----------------- | -------------------- | ------ |
| 01 | „Un albastru infinit”                | Ovidiu Dumitru    | Marcel Dragomir      | 4:38   |
| 02 | „Din amintiri nu poți trăi o viață”  | Mihai Dumbravă    | Ion Cristinoiu       | 3:07   |
| 03 | „Lăutarii”                           | Ovidiu Dumitru    | Marius Țeicu         | 5:14   |
| 04 | „Puf”                                | Marin Sorescu     | Marius Țeicu         | 2:37   |
| 05 | „De veghe la porțile iubirii”        | Victor Brătulescu | Vasile Vasilache Jr. | 4:52   |
| 06 | „De n-ai fi tu”                      | Mihai Dumbravă    | Marcel Dragomir      | 3:22   |
| 07 | „Pânza bărcilor”                     | Flavia Buref      | Ion Cristinoiu       | 3:45   |
| 08 | „Pastel”                             | Tania Lovinescu   | Marius Țeicu         | 3:00   |
| 09 | „Omleta din ouă de broască țestoasă” | Gica Iuteș        | Vasile Șirli         | 4:15   |
| 10 | „Trandafirii”                        | Mihai Codreanu    | Marian Nistor        | 3:35   |
| 11 | „Unde ești, copilărie?”              | Sașa Georgescu    | Marius Țeicu         | 5:03   |

### Nufărul alb
| #  | Titlu                                     | Versuri             | Muzica          | Durată |
| -- | ----------------------------------------- | ------------------- | --------------- | ------ |
| 01 | „Să te gândești din când în când la mine” | Teodora Popa Mazilu | Marcel Dragomir | 2:53   |
| 02 | „Voi dansa cu tine”                       | Eugen Rotaru        | Marcel Dragomir | 3:46   |
| 03 | „De ce te uiți la mine”                   | Teodora Popa Mazilu | Marcel Dragomir | 3:07   |
| 04 | „La revedere”                             | Eugen Rotaru        | Marcel Dragomir | 3:07   |
| 05 | „Când vei înceta să mă iubești”           | Teodora Popa Mazilu | Marcel Dragomir | 3:46   |
| 06 | „Nufărul alb”[A]                          | Teodora Popa Mazilu | Marcel Dragomir | 3:05   |
| 07 | „Eu”                                      | Eugen Rotaru        | Ion Cristinoiu  | 4:19   |
| 08 | „De singurătate”                          | Eugen Rotaru        | Ion Cristinoiu  | 4:16   |
| 09 | „Piano pianissimo”                        | Harry Negrin        | Ionel Tudor     | 4:30   |
| 10 | „O zi”                                    | Sașa Georgescu      | Marius Țeicu    | 3:56   |
| 11 | „Casa mea”                                | Ion Cristinoiu      | Ion Cristinoiu  | 4:45   |

### Trăiesc
| #  | Titlu                               | Versuri             | Muzica          | Durată |
| -- | ----------------------------------- | ------------------- | --------------- | ------ |
| 01 | „Nostalgie”                         | Demostene Botez     | Marian Nistor   | 5:05   |
| 02 | „De n-ai să vii”                    | Ovidiu Dumitru      | Ion Cristinoiu  | 4:42   |
| 03 | „Iubeșe–mă de–ți plac așa cum sunt” | George Țărnea       | Marcel Dragomir | 2:30   |
| 04 | „O lacrimă”                         | Octavian Goga       | Marian Nistor   | 3:17   |
| 05 | „Nu voi putea uita niciodată”       | Eugen Rotaru        | Marius Țeicu    | 3:27   |
| 06 | „Grăbește-te și vino”               | Alexandru Stamatiad | Marian Nistor   | 3:41   |
| 07 | „Tu ești omul ideal”                | Roxana Popescu      | Ion Cristinoiu  | 3:40   |
| 08 | „Dacă n-ai fi existat”              | Roxana Popescu      | Ion Cristinoiu  | 3:58   |
| 09 | „Tu ești”                           | Aurel Storin        | Marcel Dragomir | 3:15   |
| 10 | „Trăiesc”                           | Eugen Rotaru        | Marius Țeicu    | 4:56   |

- A ^ Cântecul este un duet cu Florin Piersic, însă acesta nu este creditat.

## Credite
- Voce – Angela Similea
- Grafica – Victor Bâldescu
- Redactor – Ștefan Bonea
- Transpunerea pe disc – Remus Stoica